# Балугян, Соня Арутюновна
Соня Арутюновна Балугян (азерб. Sonya Arutyunovna Baluqyan, арм. Սոնյա Հարությունի Բալուգյան; 18 марта 1907, Чараберд, Джеванширский уезд — 1992, Ереван) — советский азербайджанский хлопковод, Герой Социалистического Труда (1948).

## Биография
Родилась 18 марта 1907 года в селе Чараберд Джеванширкого уезда Елизаветпольской губернии։
С 1931 года колхозница, звеньевая колхоза имени Фрунзе Мардакертского района НКАО Азербайджанской ССР. В 1948 году получила урожай хлопка 88,3 центнера с гектара на площади 6 гектаров. Применяла новые методы агротехники хлопчатника в зависимости от климатических условий.
С 1961 года пенсионер союзного значения, проживает в городе Ереван, столице Армянской ССР.
Указом Президиума Верховного Совета СССР от 1 июля 1949 года за  получение в 1948 году высоких урожаев хлопка Балугян Соне Арутюновне присвоено звание Героя Социалистического Труда с вручением ордена Ленина и золотой медали «Серп и Молот».
Активно участвовала в общественной жизни Азербайджана. Член КПСС с 1939 года.
Скончалась в 1992 году в Ереване.